# 小行星48415
小行星48415（48415 Dehio）是一颗绕太阳运转的小行星，为主小行星带小行星。该小行星于1987年8月21日发现。
該小行星以德國藝術史學家格奧爾格·德西歐命名。

## 轨道参数
小行星48415的轨道半长轴为2.3806810 UA，离心率为0.221。